# AMD TrueAudio

AMD TrueAudio es una especie de coprocesador de audio.

Diagrama de bloques de HiFi Audio Engine DSP, en el que se basa TrueAudio. Muestra la unidad MAC de 56 bits de ancho.

TrueAudio es el nombre dado al ASIC de AMD destinado a servir como coprocesador dedicado para los cálculos de procesamiento de señal de audio avanzado computacionalmente costoso, como por ejemplo, efectos de reverberación de convolución y efectos de audio 3D. TrueAudio está integrado en algunas de las GPU y APU de AMD disponibles desde 2013.

## Descripción general
TrueAudio es un DSP para audio basado en Cadence Tensilica HiFi EP DSP con soporte flotante Tensilica Xtensa SP.
AMD afirmó que algunos efectos de audio simples pueden usar hasta el 14% de la CPU. Audiokinetic afirmó que es hasta un 10%. Los proveedores de software independientes (ISV), como los desarrolladores de juegos, pueden usar lo que se llama un complemento de audio Wwise para descargar dichos cálculos a los DSP de TrueAudio. Los DSP TrueAudio integrados proporcionan una mejor relación de "área de silicio a potencia de cómputo" y relación de "consumo de energía a potencia de cómputo" para el procesamiento de audio que la CPU, convirtiéndola efectivamente en una unidad de aceleración de audio. Cualquier beneficio adicional de los DSP TrueAudio, como "mejores efectos", ha sido severamente criticado.
El 18 de marzo de 2014, AnandTech evaluó AMD TrueAudio utilizando el videojuego Thief.

### True Audio Next
En 2016, se lanzó una nueva versión de TrueAudio, TrueAudio Next, con las GPU de la serie Radeon RX 400. TrueAudio Next utiliza la GPU para simular la física del audio. El paso de un DSP dedicado a GPGPU rompe la compatibilidad con la implementación anterior de TrueAudio. TrueAudio Next SDK se lanzó como código abierto a través de la suite GPUOpen de AMD en agosto de 2016. También aclaró que TrueAudio Next utiliza la tecnología de emisión de rayos de la GPU para realizar el cálculo de audio y también puede reservar unidades de cálculo GCN para una latencia más baja.

## Soporte de software

Interfaces involucradas al descargar cálculos a AMD TrueAudio. Las tarjetas de sonido, los chips de códec AC'97 / HDA o el audio a través de HDMI / DisplayPort no se ven afectados. Tampoco lo son A3D, EAX o OpenAL.

La compatibilidad con AMD TrueAudio ASIC está contenida en el controlador de dispositivo del kernel de Linux amdgpu.

AMD TrueAudio permite el procesamiento de señales digitales (DSP) dedicado. Esta potencia de procesamiento de audio dedicada es específicamente para generar paisajes sonoros inmersivos y ahorra ciclos de CPU que se pueden usar para otras tareas de procesamiento de juegos, como IA y física.
Los videojuegos murdered: Soul Suspect, Star Citizen, Thief y Lichdom: Battlemage (usa CryEngine) se pueden configurar para usar AMD TrueAudio si está presente.
Hay un complemento de audio para Wwise (Wave Works Interactive Sound Engine) de Audiokinetic para descargar la computación a los TrueAudio DSP. Wwise está disponible para Linux, OS X, Windows, PlayStation 4, Xbox One y otros.
AstoundSound de GenAudio, una colección altamente optimizada de software DSP C / C++ avanzado disponible como biblioteca o complemento para aumentar los motores de audio en tiempo real en Linux, OS X, Windows, Android e iOS, puede utilizar AMD TrueAudio. AstoundSound también está envuelto para varios formatos de complementos, como RTAS y Wwise, y se ha integrado en varios chips DSP. AstoundSound se describe como un motor de audio completamente programable.
La compatibilidad con True Audio Next se agregó a Steam Audio API en febrero de 2018. La última versión se actualizó en noviembre de 2022 e incluye soporte para Unity, Unreal y FMOD.

## Soporte de controladores
AMD retiró la compatibilidad con la tecnología AMD TrueAudio original de Radeon Software Crimson Edition 16.40 e introdujo una nueva forma para que los desarrolladores admitan funciones similares a la tecnología AMD TrueAudio con AMD TrueAudio Next. Existe un soporte multiplataforma beta desde finales de 2019 y en 2021 todavía es una solicitud de extracción pero ahora esta rama está configurada como predeterminada y compila en Windows, Linux y MacOS usando CMake.

## Disponibilidad
AMD TrueAudio se encuentra en el chip de tarjetas gráficas y APU seleccionadas de AMD. Un troquel puede albergar varios núcleos AMD TrueAudio DSP, cada uno con 32KiB de caché de datos e instrucciones y 8KiB de memoria reutilizable para operación local.
Los bloques AMD TrueAudio SIP se encuentran en los troqueles de algunas GPU de la serie AMD Radeon Rx 200; a saber, Radeon R7 260, Radeon R7 260X, Radeon R9 285, Radeon R9 290, Radeon R9 290X y Radeon R9 295X2, y en APU basadas en Kaveri y Carrizo. TrueAudio también es compatible con el hardware de PlayStation 4.
También se admite una solución I²S para los SOC.
AMD True Audio Next es compatible con las GPU de las series RX 5000, 6000, y 7000.

### Otros bloques AMD SIP
- Unified Video Decoder
- Video Coding Engine